# سليم بن بوانا
سليم بن بوانا (بالفرنسية: Salim Ben Boina)‏ (19 يوليو 1991 بمارسيليا في فرنسا - ) هو دراج على الطريق ولاعب كرة قدم فرنسي في مركز حراسة المرمى. شارك مع منتخب جزر القمر لكرة القدم. أما مع النوادي، فقد لعب مع Gardanne Biver FC ‏ وAthlético Marseille ‏.

## روابط خارجية
- سليم بن بوانا على موقع قاعدة بيانات كرة القدم.إي يو (الإنجليزية)
- سليم بن بوانا على موقع ناشيونال فوتبول تيمز (الإنجليزية)
- سليم بن بوانا على موقع Soccerway.com (الإنجليزية)
- سليم بن بوانا على موقع عالم كرة القدم.نت (الإنجليزية)